# 篠原橋通
篠原橋通（しのはらばしとおり）は、愛知県名古屋市中川区にある町名。現行行政地名は篠原橋通1丁目から篠原橋通3丁目。住居表示未実施。

## 地理
名古屋市中川区の北東部に位置し、1丁目と2丁目に間に太平通があり、1丁目の東に富船町、3丁目の西に吉良町、1丁目の南に三ツ屋町、2丁目の南と3丁目の南東に押元町、3丁目の南に小塚町、1丁目の北に蔦元町、2丁目の北西に好本町、3丁目に小本本町と接する。

## 歴史

### 町名の由来
篠原橋は中川運河に架かる橋の名前であり、橋を通る道路の沿線に位置することによる。「篠原」の名は、明治期の合併により成立した愛知郡篠原村の名称による。

### 行政区画の変遷
- 1952年（昭和27年）1月15日 - 中川区篠原町・小本町の各一部により、同区篠原橋通が成立する[1]。
- 1954年（昭和29年）10月20日 - 小本町・篠原町の各一部を編入する[1]。
- 1966年（昭和41年）10月1日 - 荒子町の一部を編入する[1]。

## 世帯数と人口
2019年（平成31年）1月1日現在の世帯数と人口は以下の通りである。
| 町丁     | 世帯数  | 人口  |
| -------- | ------- | ----- |
| 篠原橋通 | 304世帯 | 581人 |

### 人口の変遷
国勢調査による人口の推移
| 1995年（平成7年）  | 310人 | [ WEB 5 ] |  |
| 2000年（平成12年） | 302人 | [ WEB 6 ] |  |
| 2005年（平成17年） | 443人 | [ WEB 7 ] |  |
| 2010年（平成22年） | 583人 | [ WEB 8 ] |  |
| 2015年（平成27年） | 633人 | [ WEB 9 ] |  |

## 学区
市立小・中学校に通う場合、学校等は以下の通りとなる。また、公立高等学校に通う場合の学区は以下の通りとなる。なお、小学校は学校選択制度を導入しておらず、番毎で各学校に指定されている。
| 丁目          | 小学校                                    | 中学校               | 高等学校 |
| ------------- | ----------------------------------------- | -------------------- | -------- |
| 篠原橋通1丁目 | 名古屋市立篠原小学校                      | 名古屋市立長良中学校 | 尾張学区 |
| 篠原橋通2丁目 | 名古屋市立篠原小学校                      | 名古屋市立長良中学校 | 尾張学区 |
| 篠原橋通3丁目 | 名古屋市立篠原小学校 名古屋市立常磐小学校 | 名古屋市立長良中学校 | 尾張学区 |

## 交通
- 愛知県道29号弥富名古屋線（八熊通）

## 施設
- 中川警察署
- 名古屋篠原橋郵便局

## その他

### 日本郵便
- 郵便番号 : 454-0839[WEB 2]（集配局：中川郵便局[WEB 12]）。

### WEB
1. 1 2  “町・丁目(大字)別、年齢(10歳階級)別公簿人口(全市・区別)”.   名古屋市 (2019年1月23日). 2019年1月23日閲覧。
2. 1 2  “郵便番号”.  日本郵便. 2019年2月10日閲覧。
3. ↑  “市外局番の一覧”.   総務省. 2019年1月6日閲覧。
4. ↑  “中川区の町名一覧”.   名古屋市 (2015年10月21日). 2019年2月13日閲覧。
5. ↑  総務省統計局 (2014年3月28日). “平成7年国勢調査の調査結果(e-Stat) - 男女別人口及び世帯数 －町丁・字等” (CSV). 2019年4月27日閲覧。
6. ↑  総務省統計局 (2014年5月30日). “平成12年国勢調査の調査結果(e-Stat) - 男女別人口及び世帯数 －町丁・字等” (CSV). 2019年4月27日閲覧。
7. ↑  総務省統計局 (2014年6月27日). “平成17年国勢調査の調査結果(e-Stat) - 男女別人口及び世帯数 －町丁・字等” (CSV). 2019年4月27日閲覧。
8. ↑  総務省統計局 (2012年1月20日). “平成22年国勢調査の調査結果(e-Stat) - 男女別人口及び世帯数 －町丁・字等” (CSV). 2019年4月27日閲覧。
9. ↑  総務省統計局 (2017年1月27日). “平成27年国勢調査の調査結果(e-Stat) - 男女別人口及び世帯数 －町丁・字等” (CSV). 2019年4月27日閲覧。
10. ↑  “市立小・中学校の通学区域一覧”.   名古屋市 (2018年11月10日). 2019年1月14日閲覧。
11. ↑  “平成29年度以降の愛知県公立高等学校（全日制課程）入学者選抜における通学区域並びに群及びグループ分け案について”.   愛知県教育委員会 (2015年2月16日). 2019年1月14日閲覧。
12. ↑  郵便番号簿 平成29年度版 - 日本郵便. 2019年02月10日閲覧 (PDF)

### 書籍
1. 1 2 3 4  名古屋市計画局 1992, p. 822.
2. ↑  名古屋市計画局 1992, p. 462.